# تام لانگ
تام لانگ (انگلیسی: Tom Long; زاده ۳ اوت ۱۹۶۸ – درگذشته ۴ ژانویهٔ ۲۰۲۰) بازیگر تئاتر، بازیگر سینما، و بازیگر تلویزیون اهل استرالیا بود. وی بین سال‌های ۱۹۹۲ تا ۲۰۱۲ میلادی فعالیت می‌کرد.
از فیلم‌ها یا برنامه‌های تلویزیونی که وی در آن نقش داشته‌است می‌توان به مکاشفه یوحنا و بشقاب اشاره کرد.